# Гаптар Володимир Максимович
Володимир Максимович Гаптар (нар. 17 березня 1953 року, с. Орловець на Черкащині) — український письменник, журналіст, урядовець, головний редактор газети «Екотиждень» та «Українське слово», редактор газети «Розвиток та довкілля». Державний службовець 5 рангу.

## Життєпис
Народився 17 березня 1953 року на Черкащині.
У 1980—1987 роках навчався у Літературному інституті ім. М. Горького, м. Москва.
У 1978—1980 роках — літпрацівник у газети «Зірка» та журналі «Піонерія».
Працював художником — оформлювачем, спортінструктором на Черкащині, Київщині і Києві.
У 1970—1986 роках обіймав посаду оглядача ТАРС — РАТАУ.
У 1986—1993 роках керівник прес-служби Міністерства культури України, прес-секретар Міністра Івана Дзюби.
З 1993 по 1995 рік — заступник головного редактора культурологічного альманаху «Хроніка –2000».
У 1995—1997 роках — прес-секретар — заступник керівника ідеологічного напрямку Народно — демократичної партії (до розколу партії).
З 1997 по 1999 рік обіймав посаду керівника прес-служби Всеукраїнського фонду відтворення визначних пам'яток історико — культурної спадщини ім. Олеся Гончара.
У 1999—2001 роках — заступник генерального директора Центру оцінки політичних ризиків.
У 1999—2001 роках обіймав посаду заступника директора, керівник відділу Інституту проблем сучасного мистецтва Академії мистецтв України.
У 2000—2001 роках — радник Урядового секретаря Кабінету Міністрів України з гуманітарних питань.
З 2001 по 2005 рік був керівник прес-центру Державної екологічної інспекції України.
У 2006—2008 роках був головним консультантом — інспектором у службі регіональної та кадрової політики Секретаріату Президента України.
У 2008—2010 роках — радник Міністра охорони навколишнього природного середовища, начальник управління, заступник директора Департаменту секретаріату.
У 2011—2018 роках — головний редактор Всеукраїнських видань — газети «Екотиждень», шеф — редактор газети «Розвиток та довкілля».
Помічник — консультант народних депутатів України кількох скликань.

## Доробок
Автор книжок поезії «Зустріч з другом», «Світлове поле», «Осінні айстри», «Сад терену дикого», «Твоє ім'я». Автор книги «Ріка любові і печалі», «І Тиса з горами говорить». Працював у редакціях газет та журналів, редагував газети «Селянська зоря», «Полювання та риболовля», автор біля чотирьохсот газетних і журнальних публікацій.
Лауреат Літературної премії ім. А. Малишка (1992).
Член Національної спілки письменників України та Національної спілки журналістів України.